# Hakea teretifolia
Hakea teretifolia är en tvåhjärtbladig växtart. Hakea teretifolia ingår i släktet Hakea och familjen Proteaceae.

## Underarter
Arten delas in i följande underarter:
- H. t. hirsuta
- H. t. teretifolia